# Business Critical System
I Business Critical System sono sistemi la cui correttezza e integrità sono essenziali per la buona riuscita di un'operazione di mercato o di impresa. Gli alti livelli di sicurezza sono raggiungibili attraverso una piena verifica formale, equivalente al Common Criteria level 7, ma non necessariamente.
Esempi di business critical systems sono internet commerce systems, i call center, i sistemi di pagamento di pensioni e assegni.